# Labrador de San Mateo
Labrador es un distrito del cantón de San Mateo, en la provincia de Alajuela, de Costa Rica.

## Historia
Labrador fue creado el 6 de agosto de 2012 por medio de Acuerdo Ejecutivo N° 37-2012-MGP.

## Geografía
Labrador cuenta con un área de 20.96 km² y una elevación media de 180 m s. n. m.

## Demografía
Para el último censo efectuado, en el 2011, Labrador no había sido creado.

## Transporte

### Carreteras
Al distrito lo atraviesan las siguientes rutas nacionales de carretera:
- Ruta nacional 131
- Ruta nacional 755